# Sydneyer Bowleschalen
Die Sydneyer Bowleschalen sind die beiden einzigen bekannten Beispiele von Export-Porzellan aus China mit handbemalten Sydney-Szenen, datiert auf die Macquarie-Ära (1810–1821). Die Bowleschalen wurden über drei Dekaden lang in China produziert, nachdem die First Fleet in Port Jackson angekommen war, wo die britischen Siedler im Jahr 1788 die Siedlung Sydney Cove gründeten.
Sie sind mit Panoramabildern von Sydney aus dem frühen 19. Jahrhundert verziert, kombiniert mit traditioneller chinesischer Porzellan-Dekoration. Die Motive wurden wahrscheinlich von Illustrationen übernommen, die von mehreren Künstlern stammten, die zu jener Zeit in Australien arbeiteten.
Obgleich die dekorativen Bowleschalen repräsentative Gegenstände im 18. und 19. Jahrhundert waren, ist nicht bekannt, wer ursprünglich diese Bowleschalen in Auftrag gab oder für welchen besonderen Anlass sie gefertigt wurden. Jede der Bowleschalen hatte im Laufe der Zeit mehrere Eigentümer und wurden unabhängig voneinander gespendet, eine der State Library of New South Wales (SLNSW) im Jahr 1926 und die andere an das Australian National Maritime Museum (ANMM) im Jahr 2006.

## Ähnlichkeiten und Unterschiede
Bei beiden Sydneyer Bowleschalen handelt es sich um Chinesisches Porzellan aus Guangdong. Dabei wurde auf das Hartporzellan eine Grundglasur aufgebracht. Darauf folgte ein Überglasur-Dekor in Famille-Rose-Stil mit Polychromien-Emailfarben und Vergoldung. Die Bowleschalen sind von ähnlicher Größe: Jede von ihnen hat 45 cm (18 in) im Durchmesser, 17 cm (6,7 in) in der Höhe und wiegt ungefähr 5,4 kg (12 lb). Der Fußring ist 2,5 cm (0,98 in) hoch und hat 22,5 cm (8,9 in) im Durchmesser. Während die gemalten indigenen Australiergruppen in der Mitte jeder Bowleschale im Innern identisch sind, sind die Panoramabilder von Sydney Cove es nicht. Bei der SLNSW-Bowleschale ist der Blick von der Ostseite von Sydney Cove dargestellt und bei der ANMM-Bowleschale der Blick von Dawes Point an der Westküste. Diese Paarung folgt einer Standardkonvention im 18. und frühen 19. Jahrhundert bei topographischer Malkunst. Dabei wurden zwei Ansichten von demselben Ort aus gegenüberliegenden Aussichtspunkten dargestellt.
Während die kantonesischen Keramikmaler Bilder von Sydney Cove und der Gruppe von Aborigines als Vorlagen verwendeten, die durch den Auftraggeber der Bowleschalen zur Verfügung gestellt wurden, wurde die Wahl der Bemalung der Grenz- und Randstreifen in der Regel den Keramikmalern selbst überlassen. Das traditionelle Blumenmotiv von solchen chinesischen Blumen wie Chrysanthemen-, Pfingstrosen-, Kirsch- und Pflaumenblüten wurde für die inneren Grenzstreifen beider Bowleschalen in einem ähnlichen Muster verwendet. Allerdings unterscheiden sich die äußeren Grenzstreifen erheblich. Die SLNSW-Bowleschale weist eine mehr traditionelle chinesische Bemalung bei dem äußeren Grenzstreifen in Zinnoberrot, Rosa und Vergoldung auf, wohingegen bei der ANMM-Bowleschale der äußere Grenzstreifen mit geschlungenen Kreisen auf blauen Kobalt-Untergrund verziert ist, umrandet mit schmalen Goldbändern. Es existieren weitere Unterschiede. Die SLNSW-Bowleschale hat große, vergoldete Monogramm-Initialen auf der Außenseite, der Fußring weist ein einziges schmales Goldband auf und die Unterkante ist vergoldet. Die ANMM-Bowleschale hat kein sichtbares Monogramm, aber auf dem Fußring steht „View of the Town of Sydney in New South Wales“ in Schwarz.

## Auftraggeber
Die beiden Bowleschalen waren nicht Teil eines normalen Essgeschirrs aus China, sondern wurden gesondert bestellt. Die vergoldeten Monogramm-Initialen auf der SLNSW-Bowleschale sind vielleicht der einzige vorliegende Hinweis auf den ursprünglichen Auftraggeber von den Bowleschalen. Die Initialen sind schwierig zu entziffern, da Teile der Kupferstichschrift nicht mehr vorhanden sind. Möglich wäre HCA oder HA, TCA oder FCA über B. Mehrere Kandidaten kommen in Frage: Henry Bathurst, 3. Earl Bathurst und Sir Thomas Brisbane, Gouverneur von New South Wales nach Macquarie (1821–1825), aber am wahrscheinlichsten könnte es Henry Colden Antill sein. Antill wurde bei seiner Ankunft in Sydney am 1. Januar 1810 zum Aide-de-camp vom fünften Gouverneur von New South Wales Lachlan Macquarie (1810–1821) ernannt. Er wurde 1811 zum Major in einer Brigade befördert und trat 1821 aus der britischen Armee aus. Antill ließ sich zuerst bei Moorebank in der Nähe von Liverpool nieder und dann 1825 auf seinem Anwesen in der Nähe von Picton – genannt Jarvisfield, zu Ehren Macquaries erster Ehefrau Jane Jarvis. Am 14. August 1851 wurde er auf Jarvisfield begraben. Antill hatte 1844 einen Teil von seinem Anwesen abgetrennt, was die Gründung der Town Picton ermöglichte. Als die State Library of New South Wales ihre Bowleschale im Jahr 1926 bekam, hatte die Familie Antill aus Picton keine Kenntnis über die Herkunft der Bowleschale. In der Tat gibt es keine Hinweise darauf, dass die Bowleschalen jemals in Australien gewesen waren, bis sie an das State Library of New South Wales und das Australian National Maritime Museum gespendet wurden.

## Bilderherkunft

### Sydney Cove
Die Quellen der beiden Darstellungen von Sydney Cove und der Gruppe von Aborigines sind nicht bekannt. Die Färbung auf der Keramik hat eine landläufige Ähnlichkeit mit zeitgenössischen Bildern von Sydney Cove, was bedeutet, dass ein Original-Aquarell oder ein handbemalter Kupferstich als Kopie statt eines Schwarz-Weiß-Bildes verwendet wurden. Im Fall der SLNSW-Bowleschale weist das Sydney Cove Bild große Ähnlichkeit mit einem Kupferstich von einer mittlerweile verlorengegangenen Zeichnung von dem Künstler John William Lewin, welche auf das Jahr 1814 datiert werden kann. Dieser Kupferstich von Sydney Cove erscheint als Titelbild in der zweiten Ausgabe von A Statistical, Historical and Political Description of New South Wales and its dependent settlements in Van Diemen’s Land etc. (London, 1820) von William Charles Wentworth, und einer späteren, kleineren Version einer der zehn Ansichten vom Port Jackson Hafen, illustriert in Map of Part of New South Wales (London, 1825) vom Verleger und Kupferstecher Joseph Cross. Lewin war Australiens erster professioneller Künstler, der viele Gemälde für Macquarie und seine leitenden Angestellten erstellte, sowie mehrere Auftragsarbeiten für den Viehgroßzüchter und Händler Alexander Riley. Dabei arbeitete Lewin eng mit Henry Cobden Antill zusammen. Beide waren Teil von Gouverneur Macquaries 50-köpfiger Exkursionsgruppe, die das Land und die neue Landstraße über die Blue Mountains von 25. April bis zum 19. Mai 1815 inspizierte. Die Landstraße wurde im Jahr 1814 durch Sträflinge gebaut, nach dem die ersten Europäer Gregory Blaxland, William Lawson und William Charles Wentworth die Blue Mountains im Mai 1813 überquerten.
Im Gegensatz zu der SLNSW-Bowleschale ist die Quelle des Sydney-Cove-Bildes auf der ANMM-Bowleschale in seiner Gesamtheit nicht bekannt, so dass angenommen wird, dass die zur Verfügung gestellte Originalvorlage vom Auftraggeber für die Keramikkünstler in China verloren gegangen ist. Die einzig bekannte Sydney-Cove-Ansicht aus dieser Zeit ist ein Original-Aquarell von dem Sträflingkünstler Joseph Lycett, welche das erste Mal als Kupferstich auf Seite 86 in Views in New South Wales, 1813–1814 [and] An Historical Account of the Colony of NSW, 1820–1821 (Sydney, 1819) vom Soldaten James Wallis (1785?–1858) erschien. Ein zweiter ähnlicher Kupferstich erschien auf Seite 73 in einer Folioausgabe von Album of original drawings by Captain James Wallis and Joseph Lycett, ca 1817–1818 etc., welches 1821 vom Verleger Rudolph Ackermann in London herausgegeben wurde. Allerdings dominieren die Dawes Point Befestigungen – angelegt durch Sträflingsarchitekten Francis Greenway – und seine Geschützstellungen den Vordergrund beider Kupferstiche. Die ANMM-Bowleschale zeigt eine ältere Ansicht. Es wird ein Grashang mit einem männlichen und weiblichen Aborigine an demselben Ort gezeigt. Die Lycell-Version weist auch andere wichtige Unterschiede auf, einschließlich einer weniger umfangreichen Aussicht auf die Ostseite des Hafens.

### Eine Gruppe von Aborigines
Das Rundbild einer Gruppe von Aborigines bildet das innere Zentrum beider Bowleschalen. Das gleiche Bild in beide Bowleschalen impliziert, dass die chinesischen Keramikkünstler dieselbe Zeichnung als Vorlage benutzten und dass die Bowleschalen am selben Ort und zur selben Zeit gefertigt wurden. Auf dem Rundbild sieht man vier männliche Aborigines mit Keulen, Schild und Speeren, eine Frau mit Baby auf ihren Schultern – stehend und sich von den übrigen Figuren leicht wegbewegend – und eine andere Frau von den Männern eingeschüchtert. Es wird vermutlich eine einleitende Trauungszeremonie dargestellt. Wie bei dem Sydney Cove Bild auf der ANMM-Bowleschale existiert keine bekannte Abbildung, welche die Keramikkünstler benutzt haben könnten, um die Gruppe von Aborigines zu malen. Die engste Übereinstimmung ist eine Zeichnung nach einer mittlerweile verlorengegangenen Originalskizze von Nicolas-Martin Petit. Er war ein Künstler, welcher zwischen 1800 und 1803 an der französischen Expedition nach Australien teilnahm, die von Nicolas Baudin angeführt wurde. Die jüngsten Forschungen deuten darauf hin, dass während der Baudin-Expedition ein Bericht an Kaiser Napoleon Bonaparte über die Möglichkeit einer Eroberung der britischen Kolonie in Sydney Cove vorbereitet wurde. Während der Expedition um die Küste von Australien herum fortschritt, begann sich Petit in der Erstellung von Porträts von Aborigines zu spezialisieren. Die französische Expedition erreichte am 25. April 1802 Port Jackson. Eine von Petits Zeichnung wurde kopiert und erschien als Abbildung 114 in der Voyage autour du monde : entrepris par ordre du roi (Paris, 1825), betreffend einer Reise um die Welt (1817–1820) unter der Leitung von Louis-Claude de Saulces de Freycinet. Der Kupferstich trägt den Titel Port Jackson, Nlle Hollande. Ceremonie preliminaire d’un mariage, chez les sauvages (Zeremonie vor der Eheschließung von Eingeborenen, Port Jackson, New Holland). Die Aborigines bei Port Jackson gehören dem Eorastamm an, welcher im Sydneybecken lebt. Nur indigene Leute werden auf beiden Bowleschalen dargestellt.

## Sydney-Cove-Panorama
Das Panoramabild auf der SLNSW-Bowleschale beginnt mit dem Blick auf das Ostufer von Sydney Cove. Im Vordergrund steht ein achteckiges, zweigeschossiges, gelbes Sandsteinhaus ①, das der Gouverneur Macquarie 1812 für seinen Lieblingsschiffsmann und früheren Water Bailiff Billy Blue erbauen ließ. Die Zeichnung des kleinen Hauses – heute der Standort des Sydney Opera House – steht in keinem Verhältnis zu seiner tatsächlichen bescheidenen Größe. Billy oder William Blue war ein Afrojamaikaner, der zu einer siebenjährigen Haftstrafe in London wegen Diebstahls von Rohzucker verurteilt wurde. Auf der linken Seite des Hauses befindet sich ein Sandstrand, wo heute der Circular-Quay-Fährkai steht. Dem Sandstrand gegenüber steht das First Government House ②, wo sich heute das Museum of Sydney befindet.
Am Westufer ist der Rocks-Distrikt zu sehen mit zwei Windmühlen auf dem Bergkamm. Bekannt als Tallawoladah bei dem Cadigalstamm, beheimatete Rocks die Strafgefangenen der Stadt. Sie bauten traditionelle Häuser, zuerst aus Flechtwerk und Lehm mit Strohdächern, später mit Wetterschenkeln oder Bruchstein, überdacht mit Holzschindeln. Sie nahmen Untermieter – die neu eingetroffenen Strafgefangenen – die in Küchen und Skillions schliefen. Einige Emancipisten hielten sich auch Sträflinge als Diener. Nach November 1790 kam eine große Anzahl von Aborigines in die Stadt zu Besuch und um dort zu leben. 1823 lebten etwa 1200 Menschen in The Rocks, die meisten von ihnen waren Emanzipisten und Sträflinge, und ihre Kinder.
Links neben dem Rocks-Distrikt befindet sich eine lange, niedrige Kaserne ③, welche zwischen 1792 und 1818 um Barracks Square/den Parade Ground herum erbaut wurde – welcher heute der Wynyard Park ist. Von diesem Standort marschierte 1808 das New South Wales Corps los, um Macquaries Vorgänger William Bligh zu verhaften – ein Ereignis, welches später als Rum Rebellion bekannt wurde. Richtung Osten liegt die St. Philip’s Church ④ – die älteste Kirche (Church of Australia) – errichtet 1820 aus Stein am Church Hill, dem heutigen Lang Park. 1798 wurde die ursprüngliche Lehmbaukirche – an dem Ort, wo heute die Ecke von Bligh and Hunter Streets liegt – niedergebrannt. Die Tat erfolgte angeblich von verärgerten Strafgefangenen als Reaktion auf einen Erlass des zweiten Gouverneurs von New South Wales John Hunter (1795–1800), der alle Koloniebewohner, einschließlich Offizieren und Strafgefangene, dazu aufforderte die Sonntagsgottesdienste zu besuchen. Dem Gefängnis erging es zuvor genauso.
Weiter entlang des Bergkamms in Richtung Osten liegt Fort Phillip, mit einem wehenden Union Jack, auf dem Windmill (später Observatory) Hill, wo sich heute das Sydney Observatory befindet. Fort Phillip wurde 1804 durch den dritten Gouverneur von New South Wales Philip Gidley King (1800–1806) in Auftrag gegeben, zum Teil als Reaktion auf äußere Bedrohungen und zum Teil auf innere Unruhen, die sich in Australiens einziger großer Sträflingsrebellion in Castle Hill im März 1804 widerspiegelten. Dies wurde als Schlacht am Vinegar Hill tituliert, da die meisten der Strafgefangenen Iren waren. Windmill Hill wurde als Standort für das Fort ausgewählt, da es der höchste Punkt über der Kolonie war. Es bot eine hervorragende Aussicht auf näherkommende Schiffe aus Osten und Westen auf den Hafen, den Fluss und die Landstraße nach Parramatta, das umliegende Land und auf die gesamte Stadt darunter.
Direkt am Ufer unterhalb von Fort Phillip liegt das gelbe, viergeschossige Commissariat Stores ⑤, welches von Strafgefangenen für Macquarie zwischen 1810 und 1812 gebaut wurde. Eines der größten Gebäude, das zu jener Zeit in der Kolonie gebaut wurde, ist heute Standort des Museum of Contemporary Art Sydney. Am Ufer auf der rechten Seite befinden sich Warenhäuser und das Wharf House vom Händler Robert Campbell ⑥, welcher einer der größten Gutsbesitzer der Kolonie war. Heute ist es der Standort vom Sydney Harbour Bridge Pylone, gerade links vom Dawes Point. Drei britische Segelschiffe mit wehenden Red Ensign von der Handelsmarine oder wahrscheinlich den White Ensign von der Royal Navy liegen vor Anker in der Bucht zusammen mit vier Segelbooten und fünf Kanus.
Das Panoramabild auf der ANMM-Bowleschale ist auf zwischen 1812 und 1818 datiert. Der Aussichtspunkt liegt unterhalb Dawes Point. Es wird sein Fahnenmast dargestellt und die Befestigungsanlagen bei Dawes Point fehlen, die zwischen 1818 und 1821 gebaut wurden. Man kann in Campbells Cove schauen, die unmittelbaren Schwerpunkte liegen bei Robert Campbells Warenhaus und dem Wharf House Dach seiner Residenz. Auf der rechten Seite von Campbells Wharf sind umfangreiche Steinmauern zwischen seinem Besitz und den Rocks-Distrikt abgebildet. Das First Government House kann man an der Spitze von Sydney Cove in der Ferne sehen und am Ostufer eine kleine Anspielung von Billy Blues Haus von 1812. Der Gouverneur und das Zivilpersonal lebten auf den geordneten östlichen Hängen von Tank Stream, im Vergleich zu dem ungeordneten westlichen Teil, wo die Strafgefangenen lebten. Das Tank Stream versorgte bis 1826 die junge Kolonie mit Frischwasser. Weiter kann man den Bennelong Point sehen. Das Fort Macquarie ist nicht dargestellt. Die Baumaßnahmen begannen dafür im Dezember 1817. Als Nächstes ist Garden Island dargestellt, die ersten Nahrungsmittelquelle der Kolonie. Die ferne Aussicht auf das Ostufer des Hafens geht fast bis zum Macquarie Lighthouse – Australiens ersten Leuchtturm – gebaut zwischen 1816 und 1818 am Sydney Heads. Es sind sieben Segelschiffe mit wehenden White Ensigns von der britischen Royal Navy im Hafen dargestellt, zusammen mit drei Segelbooten und zwei Kanus.

## Funktion
Während das Trinken von Punsch aus Bowleschalen eine tatsächliche Praxis in der Zeit war, wurden die Sydney-Cove-Bowleschalen eigens in Auftrag gegeben und waren teure Gegenstände, die einem anderen Zweck dienten. Solche Bowleschalen waren Prestigegegenstände, die im Besitz von Individuen von hohem Rang in der Gesellschaft waren, wie dem ersten gewählten Bürgermeister von Sydney John Hosking – die zwei Hoskin-Bowleschalen sind die ersten chinesischen Objekte, welche in den Besitz vom Australiana Fund kamen – und die Bowleschale vom vierten Gouverneur von New York Daniel D. Tompkins. Die Bowleschalen können auch als Gedenkgeschenke in Auftrag gegeben worden sein, wie 1812 die Bowleschale für die Grand Lodge of Pennsylvania Union Lodge, und die New-York-City-Bowleschale, welche am 4. Juli 1812 an die City of New York verschenkt wurde. Es wurde auch angedeutet, dass durch die dargestellten Aborigines bei der Trauungszeremonie die Sydneyer Bowleschalen ein Ehegeschenk waren. Die Möglichkeit besteht auch, dass es sich bei den beiden Bowleschalen um Andenken an das Leben in Sydney handeln könnte.
Es ist auch möglich, dass die Sydneyer Bowleschalen anderen Zwecken gedient haben – die jungen Siedlungen zu fördern und neue Siedler zu Besiedlung anregen. Im Jahr 1820 suchte Alexander Riley, der Patron von John Lewins, nach Möglichkeiten die neue New-South-Wales-Kolonie zu fördern. Dabei gab er folgendes von sich:

„It has long been a subject of our consideration in this Country that a Panorama exhibited in London of the Town of Sydney and surrounding scenery would create much public interest and ultimately be of service to the Colony.“

Dieser Zweck geht auch eindeutig in dem Buchtitel von W. C. Wentworths Buchband betreffend New South Wales hervor, der den Kupferstich von Lewins Sydney Cove Bild enthält. Der volle Titel endet „… With a Particular Enumeration of the Advantages Which These Colonies Offer for Emigration, and Their Superiority in Many Respects Over Those Possessed by the United States of America.“ Die Bowleschalen waren auch die Gelegenheit Kunst mit topographischen Panoramabildern in Form eines hohen Statusobjektes zu präsentieren und die neue Kolonie in einer glamourösen Weise darzustellen, da sie von vielen damals nur als eine entfernte Sträflingskolonie wahrgenommen wurde.

## Keramikherkunft
Nach den vorliegenden Aufzeichnungen der State Library of New South Wales betreffend der Akquisition seiner Bowleschale hat am 25. Februar 1926 William Bowyer Honey (1889–1956), Keeper, Department of Ceramics, Victoria and Albert Museum, ein Experte für Chinesisches Porzellan und Autor zahlreicher Bücher zu demselben Thema, diese Bowleschale bewertet. Honey stellte fest, dass die Bowleschale in China während der Regierungszeit von Kaiser Jiaqing angefertigt wurde, welcher China zwischen 1796 und 1820 regierte. 1757 wurde der Außenhandel in Kanton beschränkt. Die chinesischen Exporte, bestehend hauptsächlich aus Tee, Porzellan und Seide, mussten in Silber bezahlt werden. Die europäische und bald auch der amerikanische Anwesenheit in den Thirteen Factories besser bekannt als Hongs am Hafen von Canton (heute als Guangzhou bekannt) waren beschränkt. Die kantonesischen Hongs wurden selbst häufig auf den Bowleschalen dargestellt – bekannt als Hong-Bowleschalen – während die Darstellung von den Häfen, die mit Kanton handelten – wie Sydney und New York City – außerordentlich selten sind. Das Kanton System existierte bis zu der Niederlage der chinesischen Qing-Dynastie durch das British Empire im Ersten Opiumkrieg im Jahr 1842. Praktisch wurde zwischen 1839 und 1860 wegen der Opiumkriege kein Export-Porzellan in China produziert. Der Handel mit Kanton ging in der Folge durch den Aufstieg von Hongkong als Handelszentrum zurück – territoriale Gebietsabtretung an die Briten als Folge der chinesischen Niederlage – und die anschließende Errichtung von 80 Vertragshäfen entlang der chinesischen Küste. Die Bowleschalen wurden daher vor dieser Zeit hergestellt – in Kanton in Auftrag gegeben, wo sie von chinesischen Keramikkünstlern bemalt und glasiert wurden. Die unlackierten Bowleschalen wurden aber vorher in Jingdezhen angefertigt – eine Stadt 800 km (500 mi) von Kanton entfernt – wo die Keramikfabriken für beinahe 2000 Jahre lang betrieben wurden und es heute auch noch tun.

## 20. Jahrhundert Herkunft

### Die SLNSW-Bowleschale
Die SLNSW-Bowleschale wurde als erste von den zwei der breiten Öffentlichkeit bekannt. Sie wurde der State Library of New South Wales durch den Sydneyer Antiquitätenhändler, Auktionator und Sammler William Augustus Little im November 1926 überreicht – ein Ereignis, von dem am 3. November 1926 in den Sydney Evening News berichtet wurde. Von der Entdeckung der Bowleschale selbst wurde in mehreren australischen Zeitungen Anfang März 1926 berichtet, einschließlich The Sydney Morning Herald am 4. März 1926 mit dem Titel „Bookshop Find: Relic of Early Sydney.“ Entsprechend den Zeitungsartikeln erwarb Little die Bowleschale von dem Londoner Antiquariat Francis Edwards Ltd. an der 83 Marylebone High Street und begutachtete diese wenig später von einem Experten am Victoria and Albert Museum (V&A) im Februar 1926. Den Zeitungsartikeln zufolge wünschte die V&A die Bowleschale zu behalten. Die Bowleschale wies „paintings of Sydney in 1810, executed to the order of Major Antill who was Governor Macquarie’s aide-de-camp.“ Unter den Kunden von Francis Edwards Ltd. waren einige der großen australischen Sammler jener Zeit, darunter William Dixson, James Edge-Partington, David Scott Mitchell und die State Library of New South Wales selbst.
Vor dem Erwerb von Little gehörte die Bowleschale Sir Timothy Augustine Coghlan, dem New South Wales Generalagent in London. Coghlan hatte die Bowleschale 1923 für 40 Pfund Sterling von einer Miss Hall für seine Privatsammlung erworben. Die Bowleschale kam dann in den Besitz der Francis Edwards Ltd. vor dem Tod von Coghlan in London am 30. April 1926. Coghlan hatte die Bowleschale persönlich von einer Miss Hall in 'Highfield' an der 63 Seabrook Road, Hythe (Kent), England erworben, einige Monate nachdem sie sich entschieden hatte, die Bowleschale für 50 Pfund Sterling dem New South Wales Government zum Kauf anzubieten. Zuvor hat die Sydneyer Lehrerin Jessie Stead am 6. August 1923 Miss Hall besucht und den Vorschlag gemacht die Bowleschale solle in den Besitz der Stadt Sydney gehen. Jessie Stead gab später folgendes an: Sie wurde von Miss Hall darüber informiert, dass ihr Vater die Bowleschale in den späten 1840er Jahren erworben hatte – die früheste Datierung betreffend der Herkunft der Bowleschale. Außerdem glaubte Miss Hall, dass die Bowleschale im Auftrag von William Bligh angefertigt wurde, dem vierten Gouverneur von New South Wales (1806–1808). Im Jahr 2002 digitalisierte die State Library of New South Wales die Bilder von der Bowleschale mit der Unterstützung der Nelson Meers Foundation. Die Bowleschale war eines von 100 außerordentlichen Bibliotheksobjekten, die im Rahmen der Hundertjahrfeier im Jahr 2010 durch die State Library of New South Wales ausgestellt wurden.

### Die ANMM-Bowleschale
Die zweite Sydneyer Bowleschale kam auf Umwegen an das Australian National Maritime Museum. Die erste geschichtliche Erwähnung der Bowleschale fand zum ersten Mal im Mai 1932 statt, als Sir Robert Witt, der Vorsitzende vom British National Art Collections Fund, an James Stuart MacDonald, dem Direktor der Art Gallery of New South Wales, schrieb und fragte, ob das Sydney Museum Interesse habe eine zweite Bowleschale zu erwerben. Der Galeriedirektor verwies das Angebot im August 1932 an William Herbert Ifould (1877–1969), dem Principal Librarian der Public Library of New South Wales. Ifould schrieb direkt an Sir Robert Witt und teilte ihm mit, dass die Bowleschale nicht benötigt worden sei, da man bereits im Besitz einer ähnlichen gewesen sei. Am 31. Oktober 1932 erhielt Ifould eine Nachricht, dass in der Zwischenzeit der Eigentümer der Bowleschale in England – dessen Name nicht bekannt gegeben wurde – die Bowleschale an einen anderen nicht genannten Käufer verkauft habe. Der anschließende Verbleib der Bowleschale war bis 1988 unbekannt. In dem ursprünglichen Angebot von Sir Robert – der auch der Mitbegründer vom Courtauld Institute of Art in London war – wurde die Vermutung geäußert, dass die Bowleschale im Auftrag vom ersten Gouverneur von New South Wales Arthur Phillip (1788–1795) angefertigt wurde, der die Siedlung Sydney Cove gründete. Allerdings lagen dem Brief keine Belege bei, die diese Vermutung untermauerten.
1988 wurde die zweihundertjährige nicht-indigene Besiedlung von Australien gefeiert. Zu jener Zeit kam das Interesse an der verlorenen zweiten Sydneyer Bowleschale wieder auf. Die Bowleschale tauchte letztendlich in einem Katalog für eine Ausstellung betreffend chinesisches Export-Porzellan im Newark Museum (New Jersey) auf, tituliert mit Chinese Export Porcelain: A Loan Exhibition from New Jersey Collections. Die Bowleschale war eine Leihgabe des früheren republikanischen Kongressabgeordneten von New Jersey Peter Hood Ballantine Frelinghuysen (1953–1975). Die Entdeckung wurde von Terry Ingram gemacht, einem Sydneyer Journalisten spezialisiert auf Antiquitäten und Kunst, der darüber in seiner Saleroom-Kolumne schrieb, tituliert Newark Museum packs Aussie punch in The Australian Financial Review am 25. August 1988. Es stellte sich heraus, dass die Bowleschale in den frühen 1930er Jahren durch die Eltern von Frelinghuysen in geheimen Verhandlungen mit dem Eigentümer – zu jener Zeit der National Art Collections Fund – erworben wurde, was bei den Sydneyer Kultureinrichtungen zu erhöhten Interesse führte. Die Entdeckung machte Paul Hundley darauf aufmerksam, den leitenden Kurator der USA Gallery vom Australian National Maritime Museum. Im Mai 2006 verkündete das Australian National Maritime Museum (ANMM), dass es die Bowleschale als Teilgeschenk von Frelinghuysen durch die American Friends des ANMM erhalten habe – einer gemeinnützigen Organisation, die durch den Internal Revenue Service (IRS) anerkannt wurde. Frelinghuysen wurde infolgedessen steuerlich begünstigt. The Australian Financial Review berichtete über die Akquisition in ihrer Saleroom-Kolumne, tituliert Museum bowled over am 18. Mai 2006. Die Bowleschale wird seitdem von Australian National Maritime Museum in der USA Gallery ausgestellt. Es ist eines der 100 Stories from the ANMM. Die Bilder von der Bowleschale liegen in digitalisierter Form dem ANMM-Katalog vor. Außerdem können sie auf YouTube betrachtet werden. Zum Zeitpunkt der Akquisition der ANMM-Bowleschale im Jahr 2006 hatte die Bowleschale einen Wert von 300.000 Aus-$.